# 飛鵝山
飛鵝山（英語：Kowloon Peak / Fei Ngo Shan），為香港新九龍最高山峰，高603米，九龍群山之一，座落於馬鞍山郊野公園南部。飛鵝山近山頂位置地勢險峻，不時發生行山墮崖身亡事故，被政府漁農自然護理署列為全香港十六個『郊野公園曾發生致命及嚴重意外的高危地點』之一。

## 名稱
飛鵝山的其他名稱包括飛鵞山或九龍峰。在1922年的軍部地圖，飛鵝山被標示為（九龍山）或（赤望嶺）。
根據《黃大仙區風物志》一書，飛鵝山曾寫作飛蛾山。

## 地理
飛鵝山位於香港的黃大仙區、觀塘區、西貢區和沙田區的交界，新九龍界限邊緣之上，牛池灣東部，四順以北。遊人可在飛鵝山飽覽九龍半島、香港島、西貢蠔涌和白沙灣一帶的景色。雖然地理位置有馬路可以直達飛鵝山，但偶然亦會有黃麖，箭豬，野豬，蟒蛇等等的野生動物出現。
位於飛鵝山山腰的百花林，是國父孫中山先生母親楊太君夫人墓穴所在地。

## 氣候
| 飛鵝山            | 飛鵝山      | 飛鵝山      | 飛鵝山      | 飛鵝山      | 飛鵝山      | 飛鵝山      | 飛鵝山      | 飛鵝山      | 飛鵝山      | 飛鵝山      | 飛鵝山      | 飛鵝山      | 飛鵝山      |
| 月份              | 1月         | 2月         | 3月         | 4月         | 5月         | 6月         | 7月         | 8月         | 9月         | 10月        | 11月        | 12月        | 全年        |
| ----------------- | ----------- | ----------- | ----------- | ----------- | ----------- | ----------- | ----------- | ----------- | ----------- | ----------- | ----------- | ----------- | ----------- |
| 平均高温 °C（°F） | 14.6 (58.3) | 15.8 (60.4) | 18.0 (64.4) | 21.5 (70.7) | 24.4 (75.9) | 26.5 (79.7) | 27.8 (82.0) | 27.8 (82.0) | 26.2 (79.2) | 23.5 (74.3) | 19.9 (67.8) | 16.1 (61.0) | 21.8 (71.3) |
| 日均气温 °C（°F） | 11.6 (52.9) | 12.7 (54.9) | 15.0 (59.0) | 18.8 (65.8) | 21.8 (71.2) | 23.8 (74.8) | 24.6 (76.3) | 24.6 (76.3) | 23.3 (73.9) | 20.7 (69.3) | 17.1 (62.8) | 13.8 (56.8) | 19.0 (66.2) |
| 平均低温 °C（°F） | 9.1 (48.4)  | 10.4 (50.7) | 12.7 (54.9) | 16.7 (62.1) | 20.0 (68.0) | 22.0 (71.6) | 22.5 (72.5) | 22.4 (72.3) | 21.3 (70.3) | 18.7 (65.7) | 14.9 (58.8) | 10.6 (51.1) | 16.8 (62.2) |
| [ 來源請求 ]      |             |             |             |             |             |             |             |             |             |             |             |             |             |

## 交通
飛鵝山道（主要單程上山）和扎山道（主要單程下山）是沿着飛鵝山山腰所建的兩條車路，連接山腳的茶寮坳和大老山山頂一帶，飛鵝山道的另一端也連接清水灣道。飛鵝山山頂並沒有車路可達，但四方均有崎嶇的小徑可達，具危險性。
很多人誤以為飛鵝山以北的東山山頂一帶為飛鵝山（兩者中間隔着象山），因其觀景台名為『飛鵝山觀景台』。該『飛鵝山觀景台』座落的地方不是飛鵝山。

## 流行文化與政治

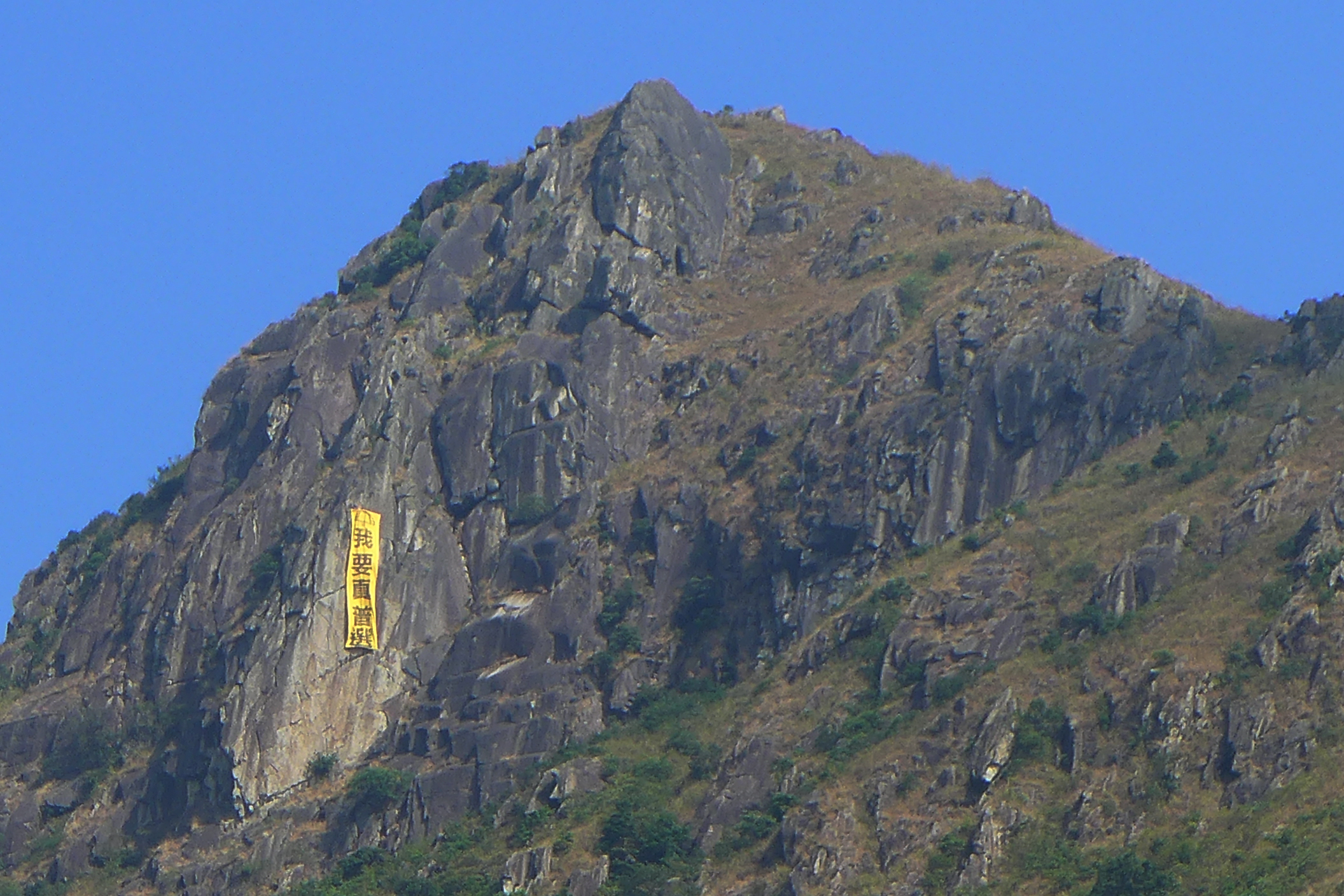
2014年10月31日至11月1日，面向清水灣道的飛鵝山山頂峭壁上出現「我要真普選」直幡

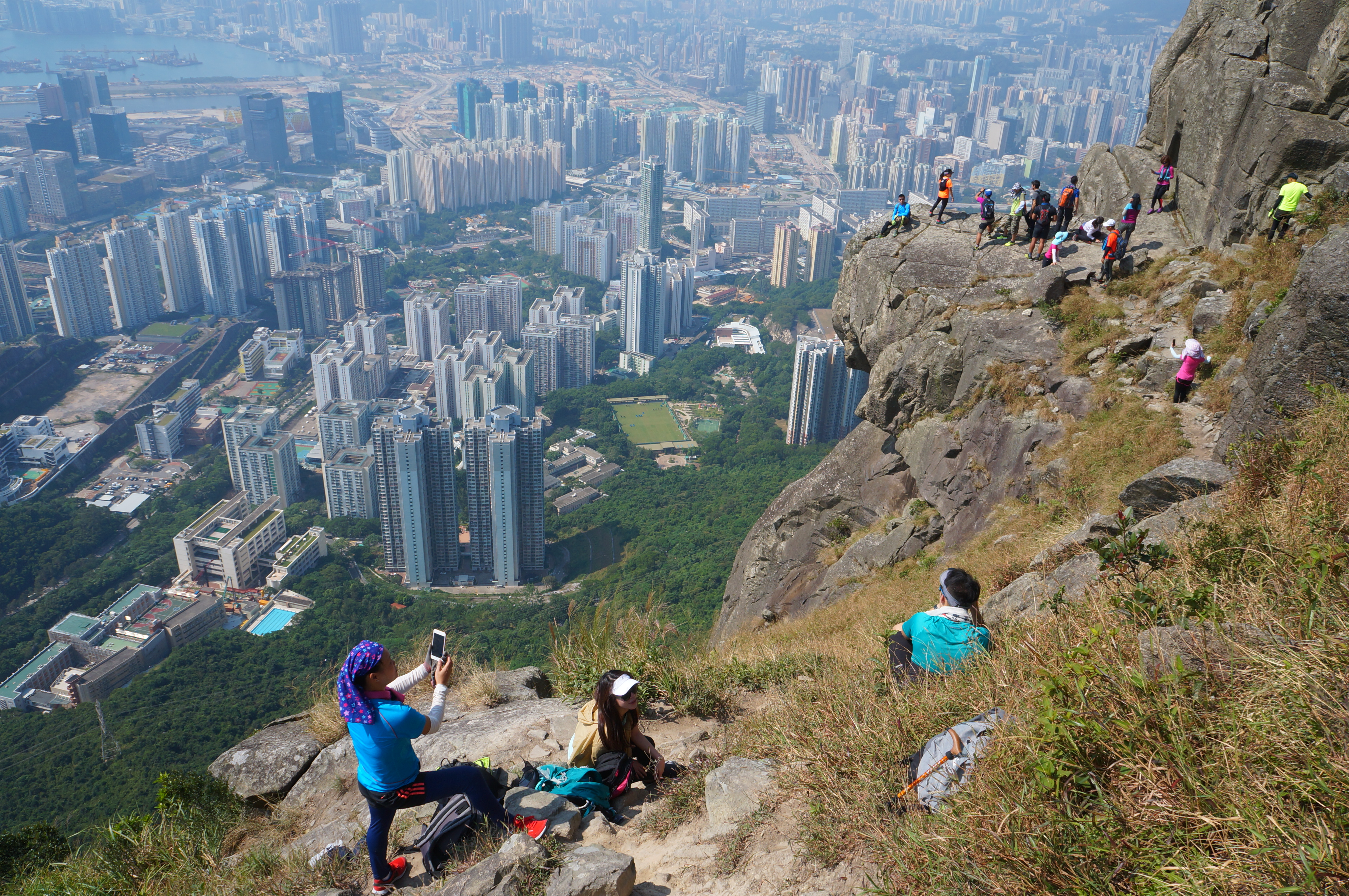
自殺崖遊人漸多，近年發生多宗傷亡事故

不少電視節目在飛鵝山以北的東山附近的『飛鵝山觀景台』取景，比如著名歌手譚詠麟於1984年發行的《愛的根源》大碟封套亦在此取景。方麗盈歌曲傷感雨天（1988年）MTV拍攝於飛鵝山基維爾營入口。
2014年10月31日下午6時左右，有人在飛鵝山懸掛一幅巨型條幅，上面有一把黃色雨傘標誌，並寫上「我要真普選」，以聲援佔中。而這巨型直幅在懸掛的第二日（11月1日）至中午12時，在政府飛行服務隊、消防處、民安隊的聯合行動中被移除。

## 設施
飛鵝山山頂一帶建有香港數碼地面電視廣播兼模擬電視廣播發射站（覆蓋東九龍、港島東、將軍澳、西貢市、白沙灣等）和飛鵝山無線電站（中華電力）。令外，也有童軍訓練營，稱為基維爾營地給予童軍露營。
另外山上也設有香港天文台的舊款天氣雷達。

## 意外

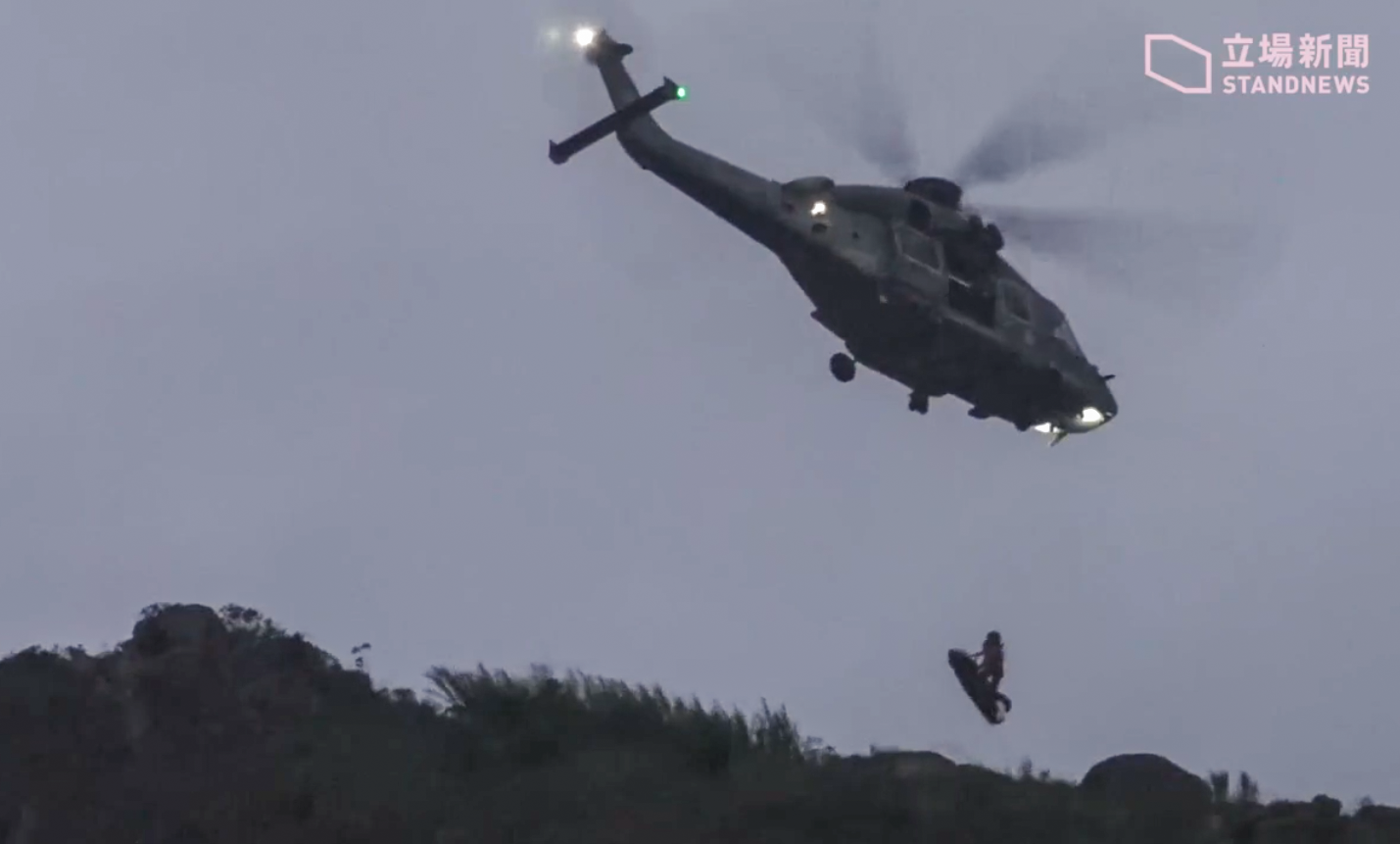
2021年4月18日傍晚，行山失蹤3日的24歲女子石樂蕎，消防搜救工作約18小時後，被發現在飛鵝山墮崖失救死亡

飛鵝山近山頂位置地勢險峻，近年發生多宗行山意外死亡事件。個案如下：

### 飛鵝山行山死亡個案
1968年1月2日，一名20歲姓馮（譯音）女子與六名友人在飛鵝山行山時失足，跌落200呎懸崖死亡。
1984年11月17日，一名23歲任職入境處姓袁男子與外籍友人在德望學校後方行飛鵝山峭壁時，跌落60呎山坑，頭部着地死亡。
1992年8月23日，一名25歲姓麥（譯音）女子與一名女友人行山，中午時分在自殺崖失足跌500米死亡。
1999年2月，一名46歲姓梁（譯音）女子與丈夫及兒子在飛鵝山小路行山時，女子失足墮200米山坡死亡。
2014年11月21日，一名60歲男子與友人行山，因肚痛離隊解手後失蹤。拯救人員深夜在「自殺崖」發現事主遺體。
2017年11月29日，一名行山經驗豐富48歲女子跟十餘人在飛鵝山自殺崖行山時取小徑登山墮崖死亡。
2020年4月27日，一名56歲女子跟10人在飛鵝山自殺崖行山時墮崖20米死亡。
2021年3月10日，一名58歲男退休保險經紀（9日）早上獨自登上飛鵝山自殺崖後失蹤。警方接獲其妻子報案，其後救援人員在10日中午在飛鵝山自殺崖下的高危爬山路線鵝肚坑佇鷹石（靈鷹石）附近發現昏迷不醒的事主。由直升機送往東區醫院，下午1時多不治。有攀山專家指事主可能迷路而進入險境。
2021年4月18日，行山失蹤3日，任職西廚的24歲女子石樂蕎，在消防及警方通宵搜救約19小時後，被發現昏迷於飛鵝山自殺崖下鵝肚棧道險要位置。當晚大約7時飛行服務隊到場將她送往東區醫院。警方表示，事主在現場證實不治。

### 其他受注目個案
2017年8月26日，一男一女大陸遊客在颱風帕卡襲港時貿然上飛鵝山，被困山上，導致160名消防員在八號風球下冒死進行一日一夜通宵拯救行動，陪同他們在山上度過一夜。事後男事主給消防員寫了千字的道歉信表示歉意。
2018年10月2日，六名行山『經驗不足』國際學校高中少女在飛鵝山行山時一人跌傷，飛行服務隊把該受傷少女救走後，其餘五名少女自行下山迷路，被困一夜後獲救。

## 鄰近的山峰
- 東山
- 象山
- 大上托
- 斧山
- 水牛山
- 黃牛山
- 大老山
- 平山

## 參看
- 香港山峰
- 自殺崖

## 外部連結
- 飛鵝山（页面存档备份，存于）
- 新界郊區(六)沙田坳及飛鵝山（页面存档备份，存于）
- 闖鵝肚　登佇鷹（页面存档备份，存于）

## 遠足參考
- . 山上行. 12月23日  [2013-12-23]. （原始内容存档于2020-06-28）.  （页面存档备份，存于）
- 【山全部都係山】飛鵝山新手路線 由328石級行山登九龍最高山峰
- The Hiking Girls™ 山野‧ 女生. . 飛鵝山. 3月7日  [2018-05-28]. （原始内容存档于2020-02-20）.  （页面存档备份，存于）
- . 飛鵝山. Aug 29  [2018-05-09]. 原始内容存档于2017-04-25.  （页面存档备份，存于）

## 攝影參考
- 【香港攝影好去處】飛鵝山攝影技巧、相片分享 | DCFever旅遊網 （页面存档备份，存于）